# Saint Sinner
Saint Sinner (br: O Santo Pecador) é um telefilme de terror produzido nos Estados Unidos  em 2002, co-escrito por Doris Egan e Hans Rodionoff dirigido por Joshua Butler. Foi baseado em um conto do escritor Clive Barker que foi produtor executivo desse filme.
Ele estreou nos Estados Unidos no canal Syfy em 26 de outubro de 2002. 

## Sinopse
Início do século XIX. Em busca de aventuras, dois noviços invadem uma misteriosa sala secreta do convento onde moram. Ali estão livros sagrados, segredos inconfessáveis, mistérios insondáveis que desafiam as leis de Deus e as do demônio. Curiosos, os rapazes encontram uma estranha escultura. Um artefato mortífero que ganha vida própria, liberta duas mulheres demoníacas e abre uma fenda nos portais do tempo. Em segundos, estas duas malignas criaturas cruzam o tempo e o espaço e vão parar nos Estados Unidos dos dias atuais. Em pânico, o alto clero do convento decide enviar o frei Tomas Alcala (Greg Serrano) ao futuro para tentar deter as insaciáveis mulheres diabólicas. Porém, chegando ao século XXI, Tomas encontra forças malignas que ele sequer supunha existir. A luta entre o Bem e o mais terrível dos males está apenas começando.

## Elenco
- Greg Serano . . . . . . Brother Tomas
- Gina Ravera. . . . . . Det. Rachel Dressler
- Mary Mara . . . . . . Munkar
- Rebecca Harrell . . . . . . Nakir
- William B. Davis . . . . . . Father Michael
- Antonio Cupo . . . . . . Brother Gregory
- Jay Brazeau . . . . . . Abbot